# سعيد فودة
سعيد عبد اللطيف فودة هو أحد أبرز المتكلمين المعاصرين في العالم الإسلامي، ويُعد من المدافعين عن منهج أهل السنة والجماعة الأشعرية، يتميز فودة بمنهج عقلي صارم في مناقشة المسائل الكلامية والفكرية، له العديد من المؤلفات في مجال العقائد والرد على الإلحاد والفلسفات المعاصرة، من أبرزها كتابه «الكاشف الصغير عن عقائد ابن تيمية»، وهو عمل نقدي يجمع فيه المؤلف طائفة من نصوص ابن تيمية من كتبه الأصلية، ويعرضها مع تحليل علمي يكشف فيه التجسيم والتشبيه في عقيدته، مثل القول بالحيّز والجهة والحد. وقد أثار الكتاب جدلاً واسعًا في الأوساط العلمية والدعوية، ومهد الطريق للسماح بالتعبير عن نقد السلفية علنًا، بعد أن كان ذلك محظورًا في عدد من الدول، خاصة في منطقة الخليج العربي والتي كانت على ارتباط بالدولة بشكل وثيق.

## نشأته
يرجع أصل عائلته لمدينة يافا الفلسطينية، من قرية بيت دجن، هُجّرت عائلته منها بعد الاحتلال الإسرائيلي ليستقروا في الأردن وليولد سعيد في بلدة الكرامة الأردنية سنة 1967م، سكنت العائلة مدينة عمان فترة من الزمن، ثم رحلت إلى مدينة الرصيفة واستقرّت فيها، وفيها تلقى دراسته الابتدائية والثانوية.

## سيرته العلمية
- بدأ بطلب العلم الشرعي وهو لم يتجاوز الحادية عشر، فقرأ على الشيخ حسين الزهيري متونًا في الفقه الشافعي، وقرأ عليه أيضًا القرآن، وتعلم منه العديد من مسائل اللغة العربية والعلوم الأخرى، ثم طلب منه الشيخ حسين الزهيري أن يكمل دراسته على الشيخ العالم المقرئ سعيد العنبتاوي في مدينة الرصيفة أيضًا، وهو لم يتجاوز من العمر 15 سنة. درس عنده بعض القراءات القرآنية كحفص وورش، وحفظ عنده الجوهرة والخريدة البهية، وهما من متون علم التوحيد عند الأشاعرة. وقد خصه الشيخ العنتباوي بذلك، فلم يعرف عنه أنه درَّس أحدا غيره، وكان يتعاهده بالنصح والتوجيه.
- درس على الشيخ أحمد الجمال وقرأ عليه ثلاثة أرباع كتاب الاختيار للموصلي في الفقه الحنفي. كما اتصل بالمفتي العام في المملكة الأردنية الهاشمية الدكتور نوح القضاة وحضر عنده بعض الشروح على «كتاب المنهاج» للإمام النووي.
- ومن العلماء الآخرين الذين درس عليهم العلوم الإسلامية الشيخ إبراهيم خليفة، الذي أجازه في العديد من هذه العلوم، كالتفسير والحديث وعلم التوحيد وعلم الأصول والمنطق والبلاغة.
- التحق فودة بجامعة العلوم والتكنولوجيا لدراسة الهندسة الكهربائية حيث تخصص في مجال الاتصالات والإلكترونيات في مدينة إربد، وعمل في إحدى الشركات في عمان حتى استقل بعملٍ خاص، ثم حصل بعد ذلك على شهادة البكالوريوس والماجستير في العقيدة من الجامعة الأردنية، فيما كانت شهادة الدكتوراة من جامعة العلوم الإسلامية، فرع عمان.[5]
- شرع في التدريس وهو في سن السابعة عشر في المساجد والمجامع، وقام بالتأليف والتحقيق. وألقى المحاضرات المختلفة في الأردن وخارجها كماليزيا ومصر وسوريا وهولندا، وله صلة جيدة مع العديد من العلماء والدعاة في مختلف الأقطار الإسلامية.
- له نشاط علمي على شبكة الإنترنت من خلال منتدى الأصلين الذي يشرف عليه، وهو منتدى متخصص في الدراسات العقائدية والفقهية. وله موقعه الخاص على الشبكة يعرف بموقع «الإمام الرازي» يحتوي على مكتبة كبيرة للعلوم الإسلامية. وقد أثريت هذه المكتبة بالمخطوطات النفيسة والكتب القيّمة والمقالات والبحوث العلمية التي ساهمت في نشر تراث أهل السنة والجماعة.
- قام بإلقاء بعض المحاضرات والاشتراك في المؤتمرات والندوات في بعض البلدان كـمصر وسوريا وماليزيا وهولندا والكويت وتركيا، فضلا عن الأردن
- التحق بكلية الشريعة في الجامعة الأردنية وأنهى درجة البكالوريوس في الشريعة، ثم نال درجة الماجستير، منها أيضاً وكانت رسالته قيمة جداً تتحدث عن أثر ابن رشد في الفلسفة الغربية والمفكرين الحداثيين، فيما أنهى رسالة الدكتوراة من جامعة العلوم الإسلامية حيث كان عنوان بحثها «الأدلة العقلية على وجود الله بين المتكلمين والفلاسفة، دراسة مقارنة».
- ناظر العديد ممن عدّهم مخالفين لعقيدة أهل السنة والجماعة وأغلب هؤلاء المخالفين كانوا من السلفيين الوهّابيين الذين اعتبرهم مجسمة وكذلك الشيوعيين والعلمانيين، وبعض هذه المناظرات مسجلة.

## مؤلفاته[6][7]
يصل عدد الكتب والرسائل التي ألفها سعيد فودة عن ثمانين مصنفاً معظمها في علم الكلام والمنطق والرد على الفلاسفة والشيعة والعلمانيين وعلى من يعتبرهم مبتدعة ومخالفين لأهل السنة. من هذه الكتب:
1. الكاشف الصغير عن عقائد ابن تيمية وفيه يبين عقائد ابن تيمية في صفات الله وغيرها، ويثبت أنه يعتقد التجسيم والتشبيه وذلك عبر أقوال ابن تيمية نفسه من كتبه، فمثلا أثبت الشيخ أن ابن تيمية يقول أن الله مخدود من الجهات الست وأنه يثبت الصفات الخبرية (كاليد، والساق...) على أنها صفات أعيان (أعيان أو عين، أي ذوات قائمة بنفسها، عكس صفات المعاني التي تحتاج ذات تقوم بها ولا تقوم بنفسها). وهذا الكتاب كان له أثر عظيم في ساحة العلم حيث كان الوهابية لا يقبلون أن يتم انتقاد ابن تيمية بتاتا، وكان كثير من المشايخ يتجنبون الطعن فيه كثيرا لأن ذلك سينتج منه تضييقات ومنع من إلقاء المحاضرات، إلخ. وقد فعلوا ذلك مع الشيخ سعيد فودة لكنه رفض التراجع عن آرائه وأصر على أن ابن تيمية مجسم مشبه، وخطّأه كذلك في مسائل أخرى تخالف القرآن والسنة والإجماع كقوله بقدم العالم النوعي.
2. الكاشف الصغير عن عقائد ابن رشد الحفيد.
3. تدعيم المنطق، وهو يناقش فيه المعارضين للمنطق من العلماء المتقدمين، وألفه توطئة لمناقشة معارضي المنطق من المعاصرين.
4. الميسر في شرح السلم المنورق، في المنطق. وهو شرح متن السلم المنورق المتن المشهور في علم المنطق.
5. بحوث في علم الكلام.
6. تهذيب شرح السنوسية (أم البراهين).
7. مقالات نقدية في الحداثة والعلمانية.
8. موقف الإمام الغزالي من علم الكلام.
9. شرح كتاب الاقتصاد في الاعتقاد للإمام الغزالي، في علم التوحيد، (لم يطبع بعد).
10. شرح صغرى الصغرى، للسنوسي، في علم التوحيد.
11. «مختصر شرح الخريدة البهية»، في علم التوحيد.
12. تحقيق وشرح كتاب «صغرى الصغرى» للإمام السنوسي في علم التوحيد.
13. تحقيق كتاب «مصباح الأرواح في علم أصول الدين» للإمام البيضاوي.
14. «نقض الرسالة التدمرية»، وهي رد على رسالة في العقيدة من تأليف الشيخ ابن تيمية.
15. تعليقات على كتاب «المحصول في علم الأصول» لابن عربي المالكي في علم الأصول.
16. شرح كتاب إيساغوجي لحسام الدين كاتي" تحقيق الشيخ سعيد فودة
17. «كتاب الموقف».
18. «الشرح الكبير على العقيدة الطحاوية».
19. رسالة «الفرق العظيم بين التنزيه والتجسيم».
20. رسالة «حسن المحاججة في بيان أن الله لا داخل العالم ولا خارجه».
21. الأدلة العقلية على وجود الله بين المتكلمين والفلاسفة
22. الدليل الكوني على وجود الله " مقالات من البحوث الغربية المعاصرة في فلسفة الدين. اعتنى بها ترجمة وتعليقا د. سعيد فودة. أ. بلال النجار
23. الدولة الدينية والدولة المدنية تأملات في المفاهيم والنتائج
24. الدولة المدنية والديموقراطية والإسلام مرة أخرى
25. البيان الواضح لما في كلام زعيم النصارى من الخطأ والزيف"  كتبه د. سعيد فودة ردّا على محاضرة البابا بنديكت السادس عشر
26. مشكلة الشر والعدل الإلهي
27. "خواطر حول وصية الإمام الرازي"  فيها توضيح لمسألة رجوع الإمام الرازي عن مذهب الأشاعرة في آخر حياته
28. كتاب النقد والتقويم وهو كتاب نقدى يناقش أحد الكتاب في كتبه نقداً لعقائد أهل السنه
29. التَّمْهِيْد فِيْ أُصُوْلِ الدِّين وهو من الكتب المعاصره في علم التوحيد من تأليف الشيخ وهذا الكتاب يلفت النّظر إلى أهمّ المسائل التي يحسن تأملها في مجال أصول الدين والعقائد، ويذكر أهمّ الحلول وأرجحها بحسب ما يظهر من النّظر الصحيح. ويستعرض المسائل استعراضا موجزا مفيدا للناشئة، دافعا لهم إلى الفكر والنظر دالاً ومرشدا إلى أعظم المسائل التي يفكر فيها البشر كافة عبر الزمان، لعل ذلك يكون سبباً في تعميم النور والهدى بين الناس. وهذا لا شك في أنه يكون باعثاً من بواعث إصلاح حياتهم، والالتفات إلى ما فيه مصلحتهم
30. حاشية على الخمسون في أصول الدين للإمام الرازي
31. تعليقات على تفسير المنار
32. المُوجَزُ فِي التّحَدّيَاتِ بَينَ عِلمِ الكَلَامِ والفَلسَفَة من أحدث كتب د. سعيد فودة. وأكثرها انتشارا بين المهتمين بالفلسفة الغربية ومباحث المعقول
33. مستقبل العلاقة مع الشيعة يناقش فيه الشيخ بعض ما يتعلق بالحوار والتعايش مع الجانب الشيعى في مناقشة علمية جادة
34. كفاية السّاعي في فهم مقولات السّجاعي وهو كتاب في شرح المقولات
35. " الشعار في العقائد " تلخيص لكتاب الاعتقاد والهداية للإمام البيهقي رحمه الله.
36. "شرح عقيدة الإمام ابن الحاجب المالكي"  للعلامة سعيد فودة
37. "الإسلام والعقل والتناقض المزعوم"
38. الرد على كتاب (التفكير في زمن التكفير) د. نصر حامد أبو زيد
39. التحبير في تفسير ثلاث آيات من الذكر الحكيم] كتاب للشيخ د. سعيد يشتمل على تفسير يشتمل على تفسير : - {هُوَ الَّذِي أَنْزَلَ عَلَيْكَ الْكِتَابَ مِنْهُ آيَاتٌ مُحْكَمَاتٌ هُنَّ أُمُّ الْكِتَابِ وَأُخَرُ مُتَشَابِهَاتٌ..} - {وَلَأُصَلِّبَنَّكُمْ فِي جُذُوعِ النَّخْلِ ..} - {إِنَّا كُلَّ شَيْءٍ خَلَقْنَاهُ بِقَدَرٍ}

بالإضافة إلى ذلك فتوجد له العديد من الكتب والبحوث غير المطبوعة، بعضها في علم الأصول والنحو والمنطق والفلسفة، والفكر.

## وصلات خارجية
- موقع سعيد فودة
- منتدى الأصلين
- مجموعة دروس صوتية لسعيد فودة
- كتب سعيد فودة
- مقابلة مع سعيد فودة في جريدة الغد
- الملتقى الفكري للإبداع: كتّاب الملتقى..سعيد فودة
- جدل: الإسلام والعقل، والتناقض المزعوم نسخة محفوظة 1 ديسمبر 2008 على موقع واي باك مشين.
- النهار الجديد: كتاب الكاشف الصغير